# Justin Njinmah
Justin Njinmah, né le 15 novembre 2000 à Hambourg en Allemagne, est un footballeur allemand qui évolue au poste d'avant-centre au Werder Brême.

## Biographie

### En club
Né à Hambourg en Allemagne, Justin Njinmah commence le football au Eimsbütteler TV avant d'être formé par Holstein Kiel. Il rejoint ensuite le Werder Brême en 2021 et y signe son premier contrat professionnel le 6 janvier 2022 puis est prêté au Borussia Dortmund dans la foulée, où il intègre dans un premier temps l'équipe réserve du club.
Il joue un seul match avec l'équipe première du Borussia Dortmund, le 10 septembre 2022 face au RB Leipzig, faisant par la même occasion ses débuts en Bundesliga, la première division allemande. Il entre en jeu à la place de Salih Özcan et son équipe s'incline par trois buts à zéro.
Le Borussia Dortmund n'ayant pas exercé l'option d'achat qu'il avait sur le joueur, Njinmah fait son retour au Werder Brême à l'été 2023. Il prolonge alors son contrat le 28 juin 2023 et est intégré à l'équipe première.
Il retrouve alors la Bundesliga avec le Werder lors de la saison 2023-2024 et fait sa première apparition en équipe première pour le club dans cette compétition, le 2 septembre 2023, contre le FSV Mayence. Il se fait remarquer après son entrée en jeu en délivrant une passe décisive puis en marquant son premier but une minute plus tard, participant à la victoire de son équipe par quatre buts à zéro,. Touché à la cheville, Njinmah est opéré au mois d'avril 2024. Il est absent pour plusieurs semaines et manque la fin de saison de son équipe.